# Hiato salarial entre os gêneros
O Hiato salarial entre gêneros ou disparidade salarial de gênero é a diferença média entre a remuneração para homens e mulheres que estão trabalhando. As mulheres geralmente recebem menos do que os homens. Existem dois números distintos em relação às disparidades salariais: disparidades salariais não ajustadas e ajustadas. Este último normalmente leva em consideração as diferenças nas horas trabalhadas, ocupações escolhidas, escolaridade e experiência profissional. Nos Estados Unidos, por exemplo, o salário não ajustado do salário médio das mulheres é 79% do salário médio dos homens, em comparação com 95% do salário médio ajustado.

As razões estão relacionadas a fatores jurídicos, sociais e econômicos e vão além do "salário igual para trabalho igual”.
A disparidade salarial entre homens e mulheres pode ser um problema do ponto de vista das políticas públicas porque reduz a produção econômica e significa que as mulheres são mais suscetíveis de depender do pagamento da previdência, especialmente na velhice.

## Perspectiva histórica

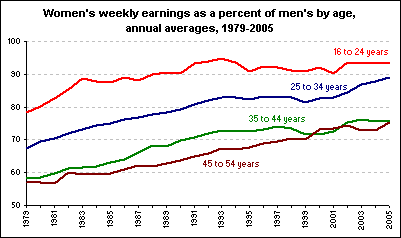
Rendimentos semanais entre mulheres e homens nos EUA por idade, 1979-2005.

De acordo com um estudo de 2021 sobre as relações salariais históricas de gênero, as mulheres no sul da Europa ganhavam aproximadamente a metade do que os homens não qualificados entre os séculos XIV e XVIII. Na Europa do norte e ocidental, a proporção era muito mais alta, mas diminuiu no período de XVI e XVIII.
Em 2005, a metanálise feita por Doris Weichselbaumer e Rudolf Winter-Ebmer de mais de 260 estudos publicados de disparidades salariais para mais de 60 países descobriu que, dos anos 1960 aos anos 1990, os diferenciais salariais brutos (também conhecidos como não ajustados) em todo o mundo caíram substancialmente de cerca 65% a 30%. A maior parte desse declínio deveu-se a melhores dotações para as mulheres no mercado de trabalho (ou seja, melhor educação, treinamento e vínculo profissional).
Outra metanálise de 41 estudos empíricos sobre a disparidade salarial realizada em 1998 encontrou uma tendência temporal semelhante nas disparidades salariais estimadas, uma diminuição de cerca de 1% ao ano.
Um estudo de 2011 do CMI concluiu que, se o crescimento salarial continuar para as mulheres executivas nas taxas atuais, a diferença entre os ganhos de mulheres e homens executivos não seria fechada até 2109.
No Fórum Econômico Mundial (WEF, na sigla em inglês) de 2018, foi publicado que a diferença salarial entre homens e mulheres no ano de 2017 era de 51%.
A Organização Internacional do Trabalho (OIT), através de analises entre 115 países, mostra o lento progresso na igualdade de gênero no mercado de trabalho, um dos motivos para a disparidade na média de salários entre homens e mulheres. Os dados levantados se encontram abaixo:
Mundial:
- Serviços de gerencia – 27% ocupados por mulheres
- Trabalhadores comerciais e artesanais – 23% são mulheres
- Trabalhadores assalariados – 39% são mulheres

Por Região (ano de 2018):
- América Latine e Caribe – 39% de gestores são mulheres
- América do Norte e Europa – 37% de gestores são mulheres
- Ásia Ocidental e Norte da África – 12% de gestores são mulheres

## Cálculo
A disparidade salarial entre homens e mulheres não ajustada, ou disparidade salarial entre homens e mulheres, é normalmente a mediana ou diferença média entre a remuneração de todos os homens e mulheres na amostra escolhida. Geralmente é representado como uma porcentagem ou diferença entre os rendimentos médios brutos por hora (ou anuais) de trabalhadores masculinos e femininos como porcentagem dos rendimentos brutos masculinos.
Alguns países usam apenas a população ativa em tempo integral para o cálculo das disparidades nacionais de gênero. Outros, são baseados em uma amostra de toda a população ativa de um país (incluindo trabalhadores em tempo parcial), caso em que o equivalente em tempo integral (FTE) é usado para obter a remuneração por uma quantidade igual de horas pagas trabalhadas.
As organizações não governamentais aplicam o cálculo a várias amostras. Alguns compartilham como o cálculo foi executado e em que conjunto de dados. A disparidade salarial entre homens e mulheres pode, por exemplo, ser medida por etnia, cidade, emprego, ou dentro de uma única organização.

### Ajuste de cálculo
Comparar salários "dentro, em vez de entre" do conjuntos de dados ajuda a focar em um fator específico, controlando outros fatores. Por exemplo, para eliminar o papel da segregação horizontal e vertical nas disparidades salariais entre homens e mulheres, o salário pode ser comparado por gênero dentro de uma função de trabalho específica. Para eliminar as diferenças transnacionais no mercado de trabalho, as medições podem se concentrar em uma única área geográfica.

## Razões

Decomposição da disparidade salarial de gênero (2010).

A disparidade salarial não ajustada entre homens e mulheres não é, em si mesma, uma medida de discriminação. Em vez disso, combina diferenças na remuneração média de mulheres e homens para servir como um barômetro de comparação. As diferenças de remuneração são causadas pela segregação ocupacional (com mais homens em setores de maior remuneração e mulheres em setores de menor remuneração), segregação vertical (menos mulheres em cargos seniores e, portanto, com melhores salários), legislação de igualdade de remuneração ineficaz, horas de trabalho pagas em geral para mulheres e barreiras à entrada no mercado de trabalho (como nível de educação e taxa de pais solteiros).
Algumas variáveis que ajudam a explicar a disparidade salarial não ajustada por gênero incluem atividade econômica, tempo de trabalho e estabilidade no emprego. Fatores específicos de gênero, incluindo diferenças de gênero em qualificações e discriminação, estrutura salarial geral e as diferenças de remuneração entre os setores da indústria, todos influenciam as disparidades salariais entre homens e mulheres.
O Eurostat estimou em 2016 que, após considerar as características médias de homens e mulheres, as mulheres ainda ganham 11,5% menos do que os homens. Uma vez que esta estimativa representa as diferenças médias entre homens e mulheres, é uma estimativa das disparidades salariais inexplicáveis entre homens e mulheres.

### Setor industrial

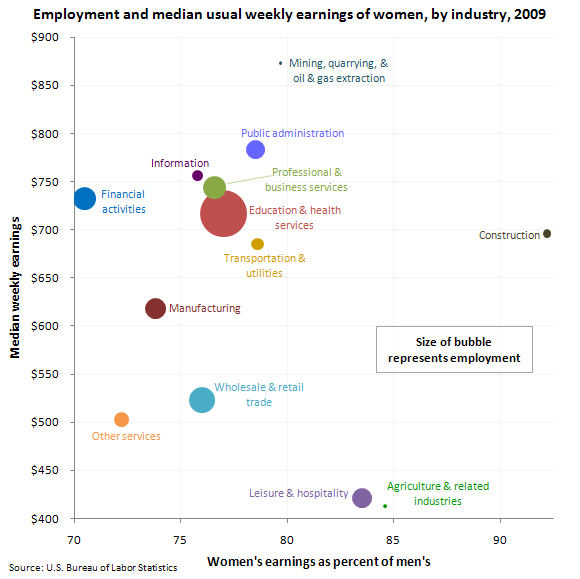
Rendimentos semanais das mulheres nos EUA, emprego e porcentagem dos ganhos dos homens, por setor, 2009.

A segregação ocupacional ou segregação horizontal refere-se à desigualdade salarial associada aos rendimentos ocupacionais.
Em Jacobs (1995), Boyd et al. referem-se à divisão horizontal do trabalho como "alta tecnologia" (predominantemente homens) versus "alta tecnologia" (predominantemente mulheres), sendo a alta tecnologia mais compensadora financeiramente. Os homens têm maior probabilidade de trabalhar em setores perigosos e de salários relativamente altos, como mineração, construção ou manufatura, e de serem representados por um sindicato. As mulheres, em contraste, são mais propensas a ocupar cargos administrativos e a trabalhar no setor de serviços.
Um estudo da força de trabalho dos Estados Unidos na década de 1990 sugeriu que as diferenças de gênero na ocupação, indústria e status sindical explicam cerca de 53% da diferença salarial. Um estudo de 2017 no American Economic Journal: Macroeconomics descobriu que a crescente importância do setor de serviços desempenhou um papel na redução da diferença de gênero em salários e horas. Em 1998, o ajuste das diferenças de capital humano e de indústria, ocupação e sindicalismo aumenta o tamanho dos rendimentos médios das mulheres americanas de 80% dos homens americanos para 91%.
Um estudo de 2017 do censo anual da National Science Foundation revelou disparidades salariais em diferentes áreas da ciência: há uma proporção muito maior de homens em áreas de maior remuneração, como matemática e ciência da computação, as duas áreas científicas mais bem pagas. Os homens representavam cerca de 75% dos diplomas de doutorado nessas áreas (uma proporção que quase não mudou desde 2007) e esperavam ganhar US $ 113.000 em comparação com US $ 99.000 para as mulheres. Nas ciências sociais, a diferença entre homens e mulheres com PhD foi significativamente menor, com os homens ganhando ~ $ 66.000, em comparação com $ 62.000 para as mulheres. No entanto, em alguns campos as mulheres ganham mais: as mulheres em química ganham ~ $ 85.000, cerca de $ 5.000 a mais do que seus colegas homens.
Uma análise da Morningstar, dos dados de remuneração de executivos seniores revelou que as mulheres executivas seniores ganharam 84,6 centavos para cada dólar ganho por executivos do sexo masculino em 2019. As mulheres também permaneceram em menor número no C-Suite 7 para 1.

### Discriminação
Uma meta-análise de 2015 de estudos de estudos experimentais de gênero na contratação descobriu que "os homens eram preferidos para empregos dominados por homens (ou seja, viés de congruência de papéis de gênero), ao passo que nenhuma preferência forte por gênero foi encontrada para dominado por mulheres ou integrado empregos". Um estudo de auditoria de 2018 descobriu que os homens com alto desempenho são chamados de volta com mais frequência pelos empregadores do que as mulheres com desempenho igualmente elevado (a uma taxa de quase 2 para 1).
A Comissão Europeia divide a discriminação, uma vez que tem impacto nas disparidades salariais da UE, em várias categorias.
A discriminação direta ocorre quando uma mulher recebe menos do que um homem pelo mesmo trabalho. De acordo com a economista de Harvard, Claudia Goldin, em geral as mulheres recebem salário igual por trabalho igual nos Estados Unidos. Uma diferença mais persistente é a discriminação setorial ou industrial, com as mulheres recebendo menos por um trabalho de igual valor em carreiras dominadas por mulheres.

### Maternidade
Estudos demonstraram que uma parte crescente das disparidades salariais entre homens e mulheres ao longo do tempo se deve aos filhos. O fenômeno de salários mais baixos devido à gravidez foi denominado pena de maternidade. Um estudo de 2019 realizado na Alemanha descobriu que as mulheres com filhos são discriminadas no mercado de trabalho, enquanto os homens com filhos não. Em contraste, um estudo de 2020 na Holanda encontrou poucas evidências de discriminação contra mulheres na contratação com base em seu status parental.
A maternidade também pode afetar as escolhas de trabalho. Em uma função tradicional, são as mulheres que deixam temporariamente o mercado de trabalho para cuidar dos filhos. Como resultado, as mulheres tendem a aceitar empregos com salários mais baixos porque têm maior probabilidade de ter horários mais flexíveis em comparação com empregos com salários mais altos. Como as mulheres têm maior probabilidade de trabalhar menos horas do que os homens, elas têm menos experiência, o que fará com que as mulheres fiquem atrasadas na força de trabalho.
Outra explicação para essas disparidades salariais entre homens e mulheres é a distribuição do trabalho doméstico. Os casais que criam um filho tendem a designar a mãe para fazer a maior parte das tarefas domésticas e assumir a responsabilidade principal de cuidar dos filhos e, como resultado, as mulheres tendem a ter menos tempo disponível para o trabalho assalariado. Isso reforça a disparidade salarial entre homens e mulheres no mercado de trabalho, e agora as pessoas estão presas neste ciclo de auto reforço.

### Normas de gênero
Outro fator social, que está relacionado ao citado, é a socialização dos indivíduos para a adoção de papéis de gênero específicos. As escolhas de emprego influenciadas pela socialização são frequentemente inseridas nas decisões do "lado da demanda" em estruturas de discriminação salarial, ao invés de um resultado da discriminação existente no mercado de trabalho influenciando a escolha do emprego. Os homens que desempenham funções não tradicionais ou que são vistas principalmente como funções voltadas para as mulheres, como enfermagem, têm satisfação profissional alta o suficiente que os motiva a continuar nessas áreas de trabalho, apesar das críticas que possam receber.
De acordo com um estudo de 1998, aos olhos de alguns funcionários, as mulheres na gestão intermediária são percebidas como sem coragem, liderança e iniciativa que os gerentes homens parecem ter, apesar das gerentes intermediárias do sexo feminino alcançarem resultados equivalentes aos seus colegas homens em termos de projetos de sucesso e obtenção de resultados para as empresas que os empregam. [não consta na fonte citada] Essas percepções, somadas aos fatores anteriormente descritos no artigo, contribuem para a dificuldade de as mulheres ascenderem a cargos executivos quando comparadas aos homens em cargos semelhantes.
As ideias da sociedade sobre os papéis de gênero derivam um pouco das influências da mídia. A mídia retrata ideais de papéis específicos de gênero a partir dos quais os estereótipos de gênero são construídos. Esses estereótipos então se traduzem nos tipos de trabalho que homens e mulheres podem ou devem fazer. Dessa forma, o gênero desempenha um papel mediador na discriminação no trabalho, e as mulheres encontram-se em cargos que não permitem os mesmos avanços que os homens.
Algumas pesquisas sugerem que as mulheres são mais propensas a se voluntariar para tarefas menos propensas a ajudar a obter promoções e que são mais propensas a serem convidadas a se voluntariar e mais propensas a dizer sim a esses pedidos.

## Consequências

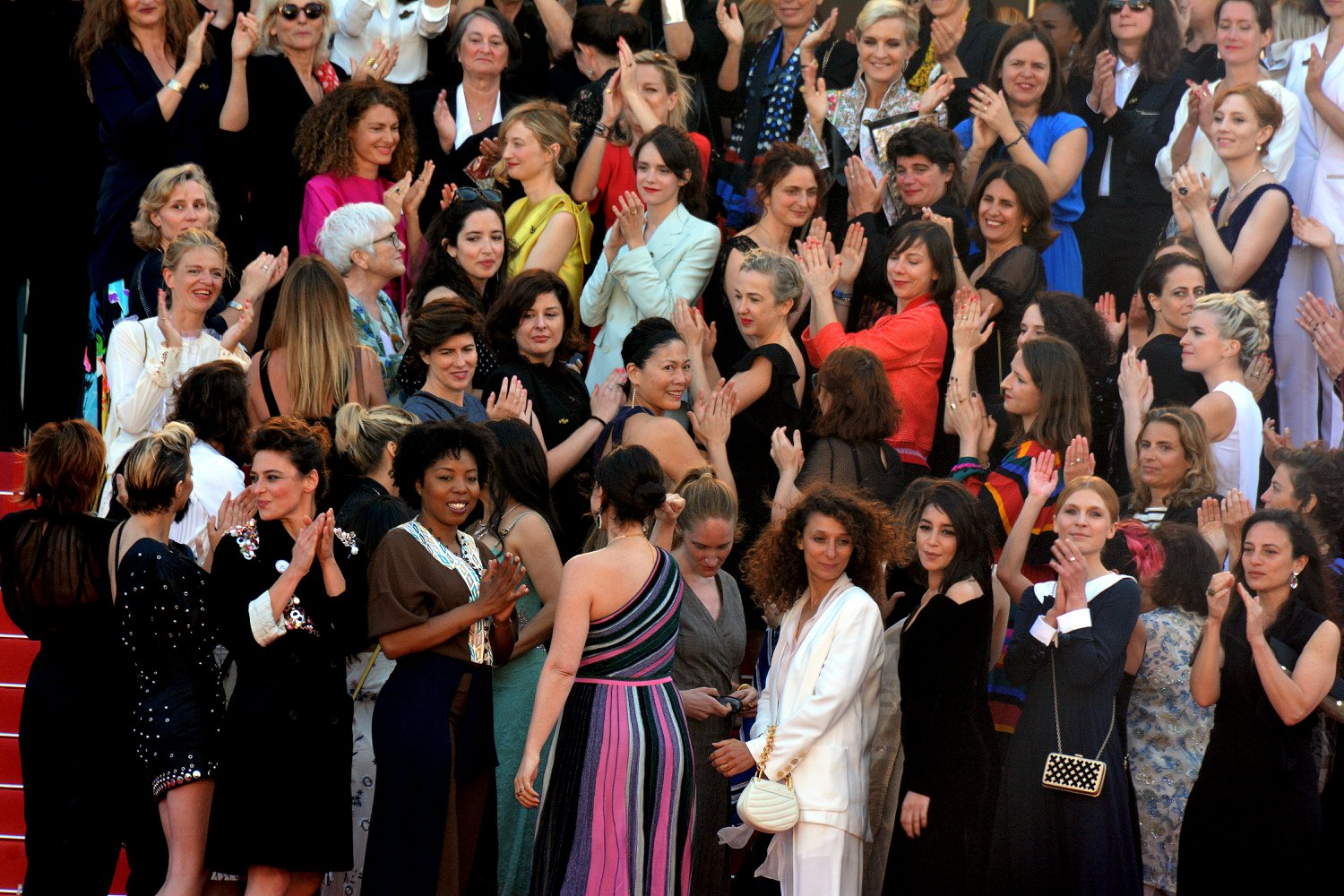
Cineastas protestando contra a disparidade salarial de gênero e outras desigualdades na indústria cinematográfica, durante o Festival de Cinema de Cannes 2018.

A disparidade salarial entre homens e mulheres pode ser um problema do ponto de vista das políticas públicas porque reduz a produção econômica e significa que as mulheres têm mais probabilidade de depender dos pagamentos da previdência, especialmente na velhice.

### Para atividade econômica
Um relatório de 2009 para o Departamento Australiano de Famílias, Habitação, Serviços Comunitários e Assuntos Indígenas argumentou que, além de justiça e equidade, também existem fortes imperativos econômicos para abordar a disparidade salarial de gênero. Os pesquisadores estimaram que uma diminuição na diferença salarial entre homens e mulheres de 17% para 16% aumentaria o PIB per capita em aproximadamente US $ 260, principalmente devido a um aumento nas horas de trabalho das mulheres. Ignorando os fatores opostos à medida que as horas de trabalho das mulheres aumentam, a eliminação de toda a diferença salarial de gênero de 17% poderia valer cerca de US $ 93 bilhões ou 8,5% do PIB. Os pesquisadores estimaram as causas da disparidade salarial da seguinte forma: a falta de experiência profissional foi de 7%, a falta de treinamento formal foi de 5%, a segregação ocupacional foi de 25%, o trabalho em empresas menores foi de 3% e o sexo feminino representou os 60% restantes.
Um estudo de outubro de 2012 da American Association of University Women descobriu que, ao longo de 47 anos, uma mulher americana com diploma universitário ganhará cerca de US $ 1,2 milhão a menos do que um homem com a mesma educação. Portanto, eliminar a disparidade salarial aumentando os salários das mulheres teria um efeito de estímulo que faria crescer a economia dos Estados Unidos em pelo menos 3% a 4%.

### Aposentadoria femininas
A Comissão Europeia argumenta que as disparidades salariais têm efeitos significativos nas aposentadorias. Como os rendimentos vitalícios das mulheres são, em média, 17,5% (em 2008) inferiores aos dos homens, elas têm rendimentos mais baixos. Como resultado, as mulheres idosas têm maior probabilidade de enfrentar a pobreza: 22% das mulheres com 65 anos ou mais estão em risco de pobreza, em comparação com 16% dos homens.

### Educação
A análise conduzida pelo Banco Mundial e disponível no Relatório de Desenvolvimento Mundial de 2019 sobre a natureza mutante do trabalho conecta ganhos com acumulação de habilidades, sugerindo que as mulheres também acumulam menos capital humano (habilidades e conhecimento) no trabalho e em suas carreiras. O relatório mostra que a recompensa pela experiência de trabalho é menor para as mulheres em todo o mundo do que para os homens. Por exemplo, na Venezuela, para cada ano adicional de trabalho, os salários dos homens aumentam em média 2,2%, em comparação com apenas 1,5% para as mulheres. Na Dinamarca, em contraste, as recompensas por um ano adicional de experiência de trabalho são as mesmas para homens e mulheres, com 5% em média. Para lidar com essas diferenças, o relatório argumenta que os governos poderiam tentar remover as limitações sobre o tipo ou natureza do trabalho disponível para as mulheres e eliminar as regras que limitam os direitos das mulheres à propriedade. A licença parental, as pausas para amamentar e a possibilidade de horários flexíveis ou de meio período também são identificados como fatores potenciais que limitam a aprendizagem das mulheres no local de trabalho.

## Teorias econômicas

### Modelo Neoclássico
Em certos modelos neoclássicos, a discriminação por parte dos empregadores pode ser ineficiente; excluir ou limitar o emprego de um grupo específico aumentará os salários dos grupos que não enfrentam discriminação. Outras empresas poderiam obter vantagem competitiva contratando mais trabalhadores do grupo que enfrenta a discriminação.Como resultado, a longo prazo a discriminação não ocorreria. No entanto, essa visão depende de fortes suposições sobre o mercado de trabalho e as funções de produção das empresas que tentam discriminar. As empresas que discriminam com base nas preferências reais ou percebidas dos clientes ou dos funcionários também não verão necessariamente a discriminação desaparecer no longo prazo, mesmo em modelos estilizados.

### Monopsônio
Na teoria do monopsônio, que descreve situações em que há apenas um comprador (neste caso, um "comprador" de mão de obra), a discriminação salarial pode ser explicada por variações nas restrições de mobilidade de mão de obra entre trabalhadores. Ransom e Oaxaca (2005) mostram que as mulheres parecem ser menos sensíveis a salários do que os homens e, portanto, os empregadores tiram vantagem disso e discriminam em seus salários para as trabalhadoras.

## Medidas políticas

### Legislação Antidiscriminação
De acordo com a edição de 2008 do relatório Employment Outlook da OCDE, quase todos os países da OCDE estabeleceram leis para combater a discriminação em razão do gênero. Exemplos disso são a Lei de Igualdade Salarial de 1963 e o Título VII da Lei dos Direitos Civis de 1964. A proibição legal de comportamento discriminatório, entretanto, só pode ser eficaz se for aplicada. A OCDE aponta que:
aqui reside um grande problema: em todos os países da OCDE, a fiscalização depende essencialmente da disposição das vítimas em fazer valer suas reivindicações. Mas muitas pessoas nem mesmo estão cientes de seus direitos legais em relação à discriminação no local de trabalho. E mesmo que sejam, provar uma reclamação de discriminação é intrinsecamente difícil para o reclamante e a ação legal nos tribunais é um processo caro, cujos benefícios no futuro são frequentemente pequenos e incertos. Tudo isso desencoraja as vítimas de apresentar queixas.
Além disso, embora muitos países da OCDE tenham implementado agências especializadas de combate à discriminação, apenas em alguns deles essas agências têm poderes efetivos, na ausência de reclamações individuais, para investigar empresas, tomar medidas contra empregadores suspeitos de praticar práticas discriminatórias e sancioná-los quando encontrarem evidências de discriminação.
Em 2003, o U.S. Government Accountability Office (GAO) descobriu que as mulheres nos Estados Unidos, em média, ganhavam 80% do que os homens ganhavam em 2000 e a discriminação no local de trabalho pode ser um fator contribuinte. À luz dessas descobertas, o GAO examinou a aplicação das leis antidiscriminação nos setores público e privado. Em um relatório de 2008, o GAO se concentrou na aplicação e nos esforços de extensão da Comissão de Oportunidades Iguais de Emprego (EEOC) e do Departamento de Trabalho (Trabalho). O GAO descobriu que a EEOC não monitora totalmente os esforços de aplicação da lei de gênero e que o Trabalho não monitora as tendências de aplicação e resultados de desempenho em relação à remuneração de gênero ou outras áreas específicas de discriminação. O GAO chegou à conclusão de que "as agências federais deveriam monitorar melhor seu desempenho no cumprimento das leis antidiscriminação".
Em 2016, a EEOC propôs uma regra para enviar mais informações sobre os salários dos funcionários por gênero para melhor monitorar e combater a discriminação de gênero. Em 2018, a Islândia promulgou legislação para reduzir a disparidade salarial do país.

#### No Brasil
No Brasil, a legislação garante a igualdade salarial entre homens e mulheres consolidada pelas leis trabalhistas:
Lei 1.723/1952 – "Art. 461. Sendo idêntica a função, a todo trabalho de igual valor prestado ao mesmo empregador, na mesma localidade, corresponderá igual salário, sem distinção de sexo, nacionalidade ou idade.”
No Fórum Econômico Mundial de 2019, mostra que 20% de cargos de gestão são ocupadas por mulheres no país. Em pesquisa realizada entre 153 países, o Brasil ocupa a 130º posição na análise de igualdade salarial entre gêneros, que desempenham trabalho semelhante.
Pesquisas realizadas no Brasil demonstram que mulheres possuem maior nível de escolaridade que os homens e representam a maioria na iniciação científica. Mas no mercado de trabalho, desempenhando as mesmas funções e possuindo mais estudos que os homens, a diferença entre salários é grande.
Dados da Agência Brasil, com base nos dados do Cadastro Geral de Empregados e Desempregados (Caged).
| Ano  | Salário Médio - Homem | Salário Médio - Mulher | Diferença em Porcentagem |
| 2011 | R$ 3.058,00           | R$ 1.865,00            | 63,98%                   |
| 2018 | R$ 3.752,00           | R$ 2.593,00            | 44,70%                   |
| 2019 | R$ 3.946,00           | R$ 2.680,00            | 47,24%                   |

#### Reino Unido
No Reino Unido, a legislação determina que, uma vez ao ano, todas as empresas com mais de 250 funcionários são obrigadas a apresentar um relatório de desigualdade salarial entre homens e mulheres com a média de salário e os bônus para cada gênero em diferentes grupos de salário. Em 2019, a diferença salarial média entre homens e mulheres passou de 9,7% para 9,6%. Mas há brechas que podem disfarçar a extensão do desequilíbrio salarial, como a terceirização de mão de obra que as empresas utilizam e não precisam entrar no relatório anual. Em 2018, a Financial Times, através de uma investigação, mostrou que um em cada 20 relatórios sobre diferenças salariais entre gêneros era estatisticamente impreciso.

#### França
Na França, é dada uma pontuação de 0 a 100 baseada na diferença salarial e promoções entre gêneros. Empresas com pontuação inferior a 75, se não aumentar sua pontuação dentro de 3 anos, pagam multa de 1% da sua folha de pagamento. Mas essa metodologia de pontuação só é estabelecida para empresas com mais de mil funcionário.

### Campanhas de conscientização
Grupos da sociedade civil organizam campanhas de conscientização que incluem atividades como o Dia da Igualdade Salarial ou o movimento de igual remuneração por trabalho igual para aumentar a atenção pública recebida pelas disparidades salariais de gênero. Pelo mesmo motivo, vários grupos publicam relatórios regulares sobre a situação atual das diferenças salariais entre homens e mulheres. Um exemplo é o Global Gender Gap Report.

### Flexibilidade de trabalho
O crescimento da economia de "gig" gera flexibilidade para os trabalhadores que, alguns especulam, favorecerá as mulheres. No entanto, a análise dos ganhos entre mais de um milhão de motoristas do Uber nos Estados Unidos mostrou surpreendentemente que a diferença salarial de gênero entre os motoristas é de cerca de 7% a favor dos homens. O algoritmo do Uber não distingue o gênero de seus trabalhadores, mas os homens ganham mais porque escolhem melhor quando e em que áreas trabalhar, e cancelam e aceitam viagens de forma mais lucrativa. Por fim, os homens dirigem 2,2% mais rápido do que as mulheres, o que também lhes permite aumentar sua renda por unidade de tempo. O estudo conclui que a economia de "gig" pode perpetuar a disparidade salarial de gênero, mesmo na ausência de discriminação.